# Flamingovägen
Flamingovägen (engelska: Flamingo Road) är en amerikansk film från 1949 i regi av Michael Curtiz.

## Handling
Lane Bellamy anländer till en mindre stad i amerikanska södern som styrs med stenhård hand av den korrupte och politiskt inflytelserike sheriffen Titus Semple. Lane Bellamy träffar Fielding Carlisle och faller för honom, men han är helt i händerna på Semple som vill att han ska ställa upp i senatsvalet. För att skapa den perfekta bilden av en politiker gifter sig därför Carlisle med väl respekterade Annabelle Weldon som han känt länge. Titus Semple gillar inte Lane och kampen mellan de båda har bara börjat.

## Rollista
- Joan Crawford - Lane Bellamy
- Zachary Scott - Fielding Carlisle
- Sydney Greenstreet - Titus Semple
- David Brian - Dan Reynolds
- Gladys George - Lute Mae Sanders
- Virginia Huston - Annabelle Weldon
- Fred Clark - Doc Waterson
- Alice White - Gracie